# Anne-Christine Hladky
Anne-Christine Hladky, née en 1965, est spécialiste des métamatériaux acoustiques et responsable du groupe acoustique de l'Institut d’électronique, de micro-électronique et de nanotechnologie (IEMN). Elle a reçu la médaille d'argent du CNRS en 2018.

## Biographie
Anne-Christine Hladky est née en 1965. Après un bac scientifique, elle intègre l'ISEN de Lille et obtient son diplôme d'ingénieur en 1987. En 1990, elle obtient son Doctorat en sciences des matériaux de l’université des sciences et techniques de Lille (Laboratoire d'étude des surfaces et interfaces, devenu l’Institut d’électronique, de microélectronique et de nanotechnologie) et reçoit le  Prix Jeune Chercheur de la Société française d'acoustique devenu le prix Yves Rocard.
Elle entre en 1992 au CNRS en obtenant un poste de Chargée de recherche de l’Institut d’électronique, de micro-électronique et  nanotechnologie. En 2015, elle est promue directrice de recherche de 1re classe. Elle prend la direction du Groupement de recherche META (métamatériaux acoustiques pour l’ingénierie) l'année suivante.

## Travaux
Ses travaux portent sur le développement d’outils numériques et expérimentaux pour concevoir, analyser et tester des métamatériaux acoustiques innovants, pour des domaines d’applications divers : furtivité en acoustique sous-marine, lentilles à réfraction négative permettant de focaliser les ondes acoustiques, composants de filtrage agiles pour les télécommunications radiofréquences (RF), isolation phonique…

## Prix et distinctions
- 1990 : Prix Jeune Chercheur de la Société française d'acoustique, devenu le prix Yves Rocard
- 2018 : Anne-Christine Hladky a été distinguée par l'Institut des Sciences et l'Ingéniérie et des Systèmes - INSIS du CNRS qui lui a attribué la médaille d'argent du CNRS en 2018[3],[4].